# Никола Атанасов (политик)
Вижте пояснителната страница за други личности с името Никола Атанасов.
Никола Атанасов е български революционер и политик от Източна Македония.

## Биография
Атанасов е роден в бедно семейство в село Фотовища, тогава в Османската империя, днес България. Печели стипендия и завършва Българската семинария в османската столица Цариград. Завръща се в Македония и влиза във Вътрешната македоно-одринска революционна организация и става четник в четите на Стоян Филипов и Стоян Мълчанков.
След освобождението на Пиринска Македония в Балканската война в 1912 година Атанасов работи в данъчното управление на Неврокоп. Едновременно с това продължава да участва в дейността на революционната организация.
През април 1926 година Атанасов е избран за кмет на Неврокоп, на който пост се задържа до май 1932 година. Като кмет полага големи грижи за благоустройството на града – създава първия градоустройствен план, прокарва водопровод и електричество, построява нова гимназия. Лидерът на ВМРО Иван Михайлов пише в спомените си за Атанасов:
| „ | Като кмет на Неврокоп той показа удивителна смелост. Разряза старата турска паланка, за да прокара модерния благоустройствен план. Днес Неврокоп има канализация, водопровод, електрическо осветление, прекрасна градска градина, хубави улици, модерни частни и обществени сгради, митрополитска палата, общински дом, общинска аптека, болница, лечебница, ветеринарна болница, гимназия, голямо читалище с театрален салон, модерна кланица... всичко планово постигнато от Никола Атанасов, и то по време, когато трябваше да подпомага настаняването на маса бежанци, които прииждаха от поробената част на Македония. | “ |

След Деветнадесетомайския преврат в 1934 година и удара срещу ВМРО Атанасов е интерниран в Ловеч. След Деветосептемврийския преврат в 1944 година Атанасов се укрива в село Заграде. Обкръжен от милицията, Атанасов оказва съпротива и е тежко ранен в гръбнака. Съден е на носилка от така наречения Народен съд в 1945 година. Убит е с кирки в двора на Неврокопския затвор.